# Ватикан
Ватика́н, або Святі́йший Престо́л, також Держа́ва-Мі́сто Ватика́н (лат. Status Civitatis Vaticanae, італ. Stato della Città del Vaticano) — резиденція Папи Римського, територія Святійшого Престолу (Престолу Святого Петра), центрального органу Католицької церкви. Місто-держава. Найменша у світі незалежна держава, анклав посеред Риму в Італії. Ватикан — це також адміністративна організація, яка допомагає Папі керувати Церквою (вона також має назву Римська курія).
Для християн Ватикан набув значення ще на зорі християнства у зв'язку з тим, що, згідно з переказами, саме там у 67 р. н. е. був розп'ятий св. Петро. Він розташований на Ватиканському пагорбі (Mons Vaticanus), названому так ще в дохристиянські часи, і на Ватиканських полях (північніше від пагорба, на якому побудовано базиліку Святого Петра, Сікстинську капелу і Ватиканські музеї).
Ватикан відомий своїм малярством і архітектурою, його найвеличніша споруда — базиліка Святого Петра, побудована на гробі першого Папи. Базиліка Святого Петра, втім, не є головним храмом. Головний храм Рима — базиліка Святого Івана на Латеранському пагорбі. Саме звідси Папа Римський керував Церквою в добу Середньовіччя.
Найвизначнішим твором мистецтва є фрески Сікстинської капели роботи Мікеланджело. Впродовж століть було зібрано величезну мистецьку колекцію, яка тепер експонується у Ватиканських музеях. Другою перлиною Ватикану є його бібліотека.

## Історія
В античності територія Ватикану (лат. ager vaticanus) не була заселена, оскільки в Стародавньому Римі це місце вважалося святим. У 326 році, після приходу християнства, над гіпотетичною гробницею святого Петра була споруджена базиліка Костянтина й відтоді це місце заселялося.
Папська держава, утворена у VIII столітті за підтримки Карла Великого на підставі легенди про Костянтинів дар, проіснувала в досить великих розмірах до 1870 року, коли утворилася сучасна держава Італія, а Рим став її столицею. На час найвищого розквіту на початку XVI століття папська держава мала у своєму складі герцогства Падую, П'яченцу, Модену, Романью, Урбіно, Сполето і Кастро, Анконську Марку та провінції Болонью, Перуджу і Орвієтано.
У 1929 році відновлена після Латеранської угоди Муссоліні з папою Пієм XI в нинішніх розмірах. 7 червня 1929 року була ратифікована угода між Італією і Святим Престолом, відповідно до якої утворилася держава Ватикан і була опублікована конституція цієї країни.

## Сучасність
Нині Ватикан — самостійна держава-місто і центр Римо-католицької церкви, резиденція її глави Папи Римського, розташована в західній частині Рима. Територія — 0,44 км². Число постійних жителів Ватикану становить приблизно 800 людей, 450 з яких мають духовний сан.
Офіційна мова — латинська, використовується суто в офіційних друкованих документах Ватикану і в ході богослужінь. У дипломатичному листуванні використовується французька. Повсякденними і розмовними за частотою вживання є італійська, іспанська, англійська, німецька і французька мови. Грошова одиниця — євро. За угодою з урядом Італії від 29 грудня 2000 р. у обмежених масштабах Папська держава карбує також власну монету — ватиканський євро, призначений переважно для нумізматів. Обсяг випуску ватиканських євро не повинен перевищувати одного мільйона на рік.
Форма управління — теократична монархія. Глава держави — Папа Римський. Всі жителі Ватикану після виповнення восьми років складають присягу Папі, якому належить верховна законодавча, виконавча та судова влада.
Ватикан підтримує дипломатичні відносини з 178 державами і є постійним спостерігачем при ООН з правом голосування.

## Географія

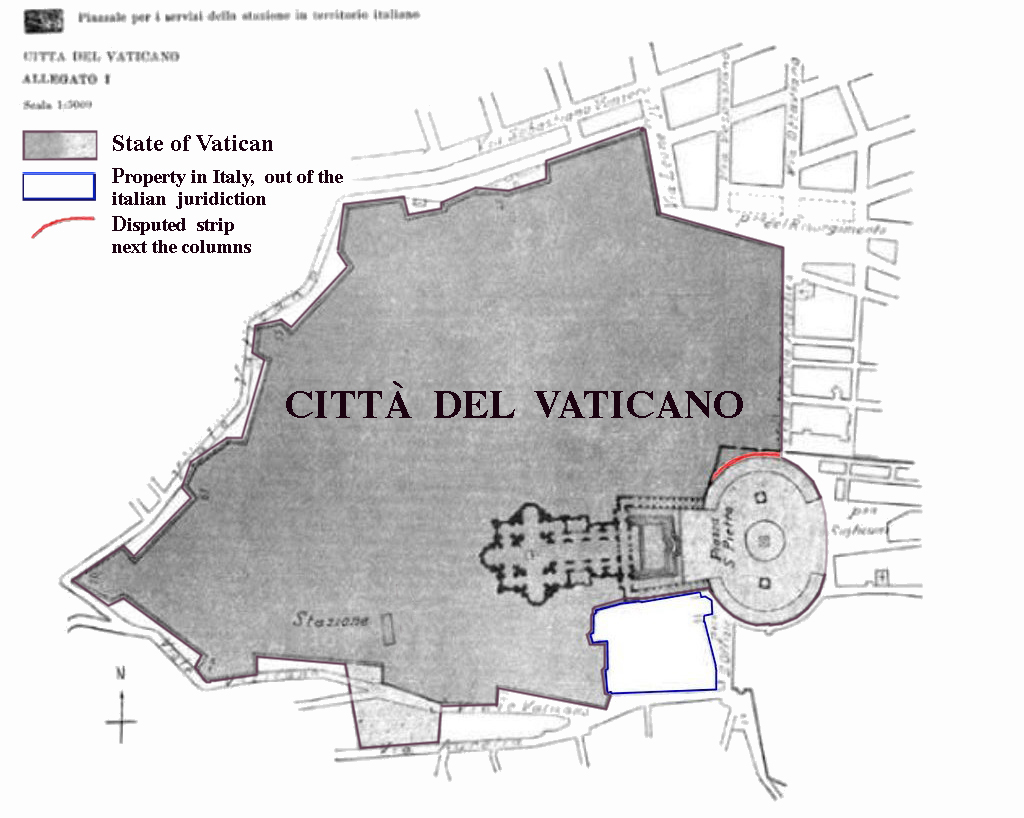
Офіційний план Ватикану (з додатку до Латеранських угод). На плані кольорами позначені: темно-сірий — територія міста-держави Ватикан; світло-сірий — територія міста-держави Ватикан, за підтримання правопорядку на якій відповідає Італія. Ця територія може бути в будь-який момент закрита для публіки та італійської поліції для проведення особливих церемоніальних заходів; червоний — невелика смуга (3 м в ширину і 60 м в довжину) поруч з північною колонадою собору Святого Петра, що є, згідно з Латеранськими угодами, територією Італії і перебуває в італійській юрисдикції. Цей факт був предметом суперечок на спільній ватикансько-італійській комісії, що існувала до 1932 року для уточнення формулювань Латеранських угод. Однак, оскільки рішення комісії мали рекомендаційний характер, Італія відмовилася визнавати результати дискусії і залишила смугу землі вздовж колонади за собою; обведене синім — територія Італії, що перебуває у володінні Святого Престолу. Територія має екстериторіальний статус, італійське право на неї не поширюється; також — територія в південній частині плану (ліворуч) зафарбована світло-сірим помилково і є територією Італії.

Ватикан, одна з європейських мікродержав, що розташована на Ватиканському пагорбі в західно-центральній частині Рима, за кілька сотень метрів на захід від річки Тибр. Її кордони — 3,2 кілометра, пролягають у межах Італії. Вони позначені мурами, збудованими в давнину для захисту Папи від вторгнення ззовні. Ситуація є суперечливою на відомому Майдані святого Петра святого Петра ( Piazza San Pietro) перед Базилікою Петра, де межі кордону в безпосередній близькості від еліпса, утвореного колонадою Берніні (Сolonnato), саме тут поширюється юрисдикція муніципальної римської поліції, на яку й була покладена охорона порядку в цій частині. Ватикан є найменшою суверенною державою у світі, площею в 0,44 км² (44 га, 110 акрів). Число постійних жителів Ватикану становить приблизно 800 чоловік, 450 з яких мають духовний сан.
Клімат у Ватикані, як і в Римі, помірний, середземноморський. Зима — м'яка, дощова, триває від вересня до середини травня; літо — спекотне, сухе, триває з травня по серпень. Є деякі місцеві особливості, здебільшого туман і роса.
У липні 2007 року Ватикан погодився стати першою вуглецевонейтральною державою. Вони планують здійснити це шляхом заліку викидів двоокису вуглецю, завдяки створенню Лісового масиву Ватикану, який був подарований папській консисторії урядом та громадою в Угорщині.

## Населення
Практично все населення Ватикану — піддані Святого Престолу (підданства Ватикану не існує), що мають паспорт (цей паспорт з дипломатичним статусом Святого Престолу вказує на приналежність до мешканців Апостольської Столиці (Ватикану) і видається Державним Секретаріатом) і є служителями Католицької Церкви.
Станом на 31 грудня 2005 року з 557 підданих Святого Престолу 58 — кардинали, 293 мають статус духовенства і є членами Папських представництв, 62 — інші представники духовенства, 101 — член швейцарської гвардії, а решта 43 — миряни. У 1983 році у Ватикані не зареєстровано жодного новонародженого. Трохи менше половини, 246 громадян, зберегли своє перше громадянство. Громадянство у Ватикані не успадковується і не може бути набуте в силу народження в державі. Його набувають тільки служінням Святому Престолу й анулюють у разі припинення трудової діяльності у Ватикані.
Стаття 9 Латеранського договору 1929 року між Ватиканом та Італією свідчить, що якщо особа перестає бути громадянином Ватикану і не має громадянства якої-небудь іншої держави, їй надається італійське громадянство.
Етнічно більшість громадян Ватикану італійці, за винятком членів швейцарської гвардії. До «денного» населення Ватикану відносяться також близько 3000 італійців, які там працюють, але вони живуть за межами держави.
У 2005 році у Ватикані було зареєстровано 111 шлюбів.

## Українські сліди у Ватикані
З запровадженням слов'янських мов до літургії пов'язано одну з папських базилік у Римі — Санта Марія Маджоре (Santa Maria Maggiore). Тут папа Адріан II вперше дозволив Кирилу та Мефодію відправляти літургію слов'янською мовою. У каплиці св. Еразма собору святого Петра можна побачити мозаїчні зображення княгині Ольги та Володимира Великого — хрестителів Русі. Вони були встановлені тут з нагоди 1000-ліття хрещення Русі. При цьому на зображенні Володимира виконано тризуб.
Тут же у соборі св. Петра є також вівтар св. Василя Великого, під яким спочили мощі одного єпископа УГКЦ і священномученика за віру Йосафата Кунцевича. Зважаючи на це, у вівтарі святого Василя часто проводяться українські богослужіння.
Під час Другого Ватиканського собору 1962–1965 років у базиліці св. Петра Йосиф Сліпий звернувся з проханням піднести устрій Української греко-католицької церкви до патріархального. 22 лютого 1965 р. в цій базиліці св. Петра відбулася консисторія, на якій Йосифа Сліпого оголошено кардиналом. Пам'яткою є Протопресвітерська плата (Plazzina del Arciprete) — резиденція Йосипа Сліпого. Тут були аудієнції його численних відвідувачів. Патріарх Йосип Сліпий любив прогулюватися Ватиканськими садами, де зустрічався з понтифіком.
Окрема місія на чолі з графом М. Тишкевичем представляла ЗУНР у Ватикані за адресою: вілла Маріньолі (Marignoli) на розі Corso d'Italia і Via Po.
Ватиканські музеї містять велику колекцію історичних предметів. Зокрема, тут експонується картина Я. Матейка «Битва під Віднем». На картині зображені запорожці — співтворці перемоги. А в залі № 31 є скульптура Лелльо Скорцеллі на честь Другого Ватиканського собору. Серед показаних соборних отців наявна і постать українського патріарха Йосифа Сліпого.
У славнозвісній Сікстинській капелі 12 листопада 1979 р. папа Іоанн Павло ІІ уділив єпископську хіротонію отцю Мирославу Любачівському — митрополиту філадельфійському, згодом Главі УГКЦ. В цій же каплиці в час літургії 24 березня 1980 р., у якій співслужили патріарх Йосип та митрополит Кир Максим Германюк, Папа Іван Павло ІІ виголосив проповідь українською мовою.
Ватиканське радіо — Piazza Pia, 3. Це радіо було організовано в 1931 р. Українські програми, які готував о. М. Ваврик, почали транслюватися від 14 грудня 1939 р. раз на тиждень. Передачу українських програм було перервано в 1944–1947 роках. Від 1966 р. українські програми почали виходити щоденно, а літургії щонеділі.
У межах ватиканських володінь на пагорбі Джаніколо розташовано також нову садибу української колегії Св. Йосафата — Велику Семінарію.

## Політична система
Ватикан — абсолютна теократична монархія, керована Святим Престолом. Сувереном Святого Престолу, у руках якого зосереджені абсолютна законодавча, виконавча і судова влада, є Папа Римський, що обирається кардиналами на довічний термін. Після смерті Папи і під час конклаву аж до інавгурації нового Папи його обов'язки виконує камерленго.

## Влада
Головою виконавчої влади є Державний секретар.
Ватиканом керує адміністративний орган — призначувана Святим Престолом Папська Комісія, на чолі з губернатором (комісія призначається на 5-річний термін). Головним адміністративним органом Святого Престолу (практичне керівництво релігійною, політичною та господарською діяльністю) є Римська курія. Згідно з конституціями «Regimini Ecclesiae Universae» (1968 рік) і «Pastor Bonus» (1988 рік) адміністрація католицької церкви і Ватикану складається з кількох відомств. Виконанням рішень Папи і координацією діяльності Римської курії займається Державний секретаріат. Його голові — Державному секретарю — надані всі повноваження в галузі світського суверенітету; фактично він виконує обов'язки прем'єр-міністра. З 2013 року Державний секретар — кардинал П'єтро Паролін.
Вищі консультативні органи — Вселенський собор, колегія кардиналів і єпископський синод.
У складі Державного секретаріату діють, зокрема, секції з загальних питань (внутрішніх справ) та у зв'язках з державами (закордонних справ).
Інші органи католицької церкви і Ватикану: дев'ять конгрегацій, або дикастерій (міністерств), 11 папських комісій; бюро; Апостольська бібліотека та інші установи. Юридичні інстанції — Вищий церковний суд, Вищий трибунал Апостольського суду і місцевий трибунал. Порядок підтримує папська гвардія, що складається зі швейцарських гвардійців.

## Економіка
Ватикан має некомерційну планову економіку. Джерела доходів — насамперед пожертвування католиків з усього світу. Прибуток у 2003 році становив $252 млн, витрати — 264 млн. Крім того, традиційна модель фінансування Ватикану спирається на доходи від нерухомості, туризму (плата за відвідування музеїв, продаж поштових марок, ватиканських монет євро, сувенірів). Велику частину робочої сили (обслуговчий персонал музеїв, садівники, двірники і так далі) становлять громадяни Італії.
Станом на грудень 2024 року, Ватикан опинився на межі банкрутства після різкого скорочення доходів. Операційний дефіцит Ватикану досяг рекордної позначки у €83 млн, що перевищує минулорічний показник на €5 млн. Особливе занепокоєння викликає стан пенсійного фонду Ватикану, дефіцит якого сягнув критичної позначки у €631 млн, що створює додатковий тиск на бюджет міста-держави.

### Ватиканський євро
Ватикан входить до єврозони з 1999 року. Як будь-яка інша держава, що офіційно входить до єврозони, Ватикан має власний дизайн аверсу монет: на ньому зображується портрет правлячого (на момент карбування) Папи Римського (з 2006 року — з Бенедиктом XVI).

### Банк
Функції Ватиканського банку виконує IOR — дослівно в перекладі «Інститут релігійних справ», відкритий та орієнтований для внутрішніх клієнтів: фізичних і юридичних осіб Католицької церкви, Ватикану та дипмісій при ньому.

### Власність
У 2021 році Ватикан вперше в своїй історії оприлюднив інформацію про свої володіння нерухомістю, вказавши, що володіє понад 5000 об'єктами нерухомості, здебільшого в Італії. Розкрита інформація міститься у двох документах: консолідованому фінансовому звіті за 2020 рік для Святого Престолу і першому публічному бюджеті Управління майна Святого Престолу (APSA). 30-сторінковий бюджет APSA показав, що йому належить 4051 об’єкт нерухомості в Італії та близько 1120 за кордоном, не враховуючи посольства по всьому світу. Лише близько 14% італійської власності здавалися в оренду за ринковими цінами, тоді як решта здавалися за зниженими, багато з них - церковним службовцям. Близько 40% об’єктів є інституційними будівлями, такими як школи, монастирі й лікарні. Документи показала, що APSA володіє інвестиційною нерухомістю в престижних районах Лондона, Женеви, Лозанни та Парижа.

## Збройні сили

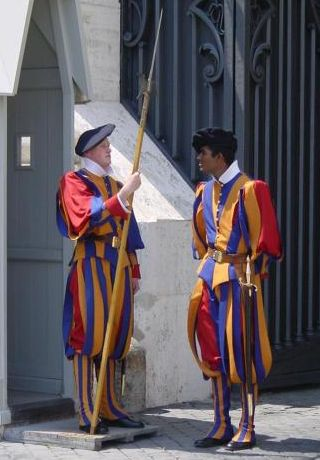
Швейцарські гвардійці в традиційній формі.

До 1970 року існувало 4 види збройних сил:
- Дворянська гвардія;
- Палатинська гвардія;
- Папська жандармерія;
- Швейцарська гвардія.

У 1970 році папа Павло VI реформував збройні сили, ліквідувавши 3 перші види військ і залишивши для охорони держави Швейцарську гвардію, засновану в 1506 році. В 2002 році Іван Павло II відновив жандармерію, яка виконує функції поліції, окремим її підрозділом є пожежна служба.
Швейцарська гвардія підпорядковується Папі, забезпечуючи охорону будівель, де проживає чи працює особисто понтифік. Гвардійці є більш представницьким органом, натомість усі дозвільні функції у Ватикані, забезпечення правопорядку, особистої охорони Папи, слідства тощо є компетенцією жандармерії.

## Транспорт і комунікації
У Ватикані немає аеропортів. Є один вертолітний майданчик — Ватиканський геліпорт і 852-метрова залізниця, що з'єднує залізничний вокзал біля собору святого Петра з основною італійською мережею.
Ватикан має також власний домен, телевізійний центр CTV, який готує телепрограми, але безпосередньо мовлення не веде. З 1931 року веде мовлення Радіо Ватикану.
З 2002 року в Дирекцію телекомунікацій Міста-Держави Ватикан входить телефонна служба, яка керує ватиканськими телекомунікаціями, у тому числі голосовим провідним зв'язком та мережею передачі даних. 18 травня 2010 року Ватикан підписав договір з італійським підрозділом міжнародного оператора стільникового зв'язку Vodafone. Власних операторів стільникового зв'язку у Ватикану немає.
У Ватикані видається щоденна газета L'Osservatore Romano, офіційний бюлетень Святого Престолу Acta Apostolicae Sedis, і статистичний щорічник Annuario Pontificio. 29 червня 2011 року у Ватикані був запущений власний інформаційний інтернет-портал.
Крім того, Ватикан має декілька радіопередавачів, резервну електростанцію, пошту.
З 2008 року ведеться будівництво сонячної електростанції проєктною потужністю 100 мегават.

## Космічна галузь
12 червня 2023 року, о 23:19 за центральноєвропейським літнім часом, з авіабази Ванбенберг у Каліфорнії (США) було здійснено запуск ракети Falcon 9, яка доставила на орбіту ватиканський наносупутник SpeiSat.
Супутник був виготовлений у рекордні строки (за три місяці) в Туринському політехнічному університеті,  групою молодих науковців під керівництвом Сабрини Корпіно, професора Інженерного факультету. Супутник SpeiSat за розмірами не більший за коробку для взуття і важить всього 2 кг. Навколоземний шлях, який SpeiSat проходитиме кожні 90 хвилин, це геосинхронна полярна орбіта під кутом 97,6° до екватора, на висоті 550 км над поверхнею Землі. З цих 90 хвилин кожні 60 SpeiSat буде освітлений Сонцем (щоб заряджати тришарові фотоелементи з 27 % ефективністю), і 30 — у тіні планети.
Головними завданнями ватиканського супутника є: доставка у космічний простір книжки Папи Франциска, яка називається «Perché avete paura? Non avete ancora fede?» («Чому ви боїтеся? Досі не маєте віри?»), а також здійснення трансляції щодві хвилини папських послань, які можуть спіймати всі радіолюбителі планети на частоті 437,5 МГц. Окрім релігійної місії, супутник також виконуватиме завдання замірів магнітного поля Землі за допомогою магнітометрів по трьох осях. Місію SpeiSat підтримує Італійське космічне агентство, вона здійснюється під керівництвом ватиканського Дикастерію з питань комунікацій.

## Міжнародні відносини
Статус Ватикану в міжнародному праві — Допоміжна суверенна територія Святого Престолу, резиденція вищого духовного керівництва римо-католицької церкви. Суверенітет Ватикану не є самостійним (національним), а випливає з суверенітету Святого Престолу. Іншими словами, його джерело — не населення Ватикану, а саме папський престол. Кафедра Римських єпископів визнається суверенним суб'єктом міжнародного права з ранньосередньовічних часів.
Дипломатичні відносини Ватикану і Святого Престолу знаходяться у віданні Секції відносин з державами Державного секретаріату. Секцію очолює Секретар з відносин з державами в сані архієпископа — з 2014 року це Пол Річард Ґаллаґер (Paul Richard Gallagher), уродженець Великої Британії.
Дипломатичні місії іноземних держав акредитуються при Святому Престолі, а не при місті-державі Ватикан. Іноземні посольства і представництва, акредитовані при Святому Престолі, зважаючи на малу територію Ватикану, розміщені в Римі (включно з посольством Італії, яке, таким чином, перебуває в її власній столиці).
Святий Престол підтримує дипломатичні відносини з 174 країнами світу, у тому числі з ЄС і з Організацією визволення Палестини і є членом 15 організацій, у тому числі ВООЗ, СОТ, ЮНЕСКО, ОБСЄ та ФАО.
Святий Престол — найстаріший (1942 рік) дипломатичний союзник Китайської Республіки і нині є єдиним суверенним суб'єктом міжнародного права в Європі, що формально визнає Китайську Республіку.
У 2007 році Святим Престолом були встановлені дипломатичні відносини з Саудівською Аравією.
Святий Престол (не Ватикан) є постійним спостерігачем при ООН з 1964 року, співпрацюючи з організацією з 1957 року. В 1971 році Святий Престол заявив про своє рішення дотримуватися Договору про нерозповсюдження ядерної зброї, щоб «надати моральну підтримку принципам, які служать основою самого Договору». У липні 2004 року права місії Святого Престолу при ООН були розширені. Крім того, з серпня 2008 року Ватикан почав співпрацю з Інтерполом на постійній основі.